# Cyrtosperma johnstonii
Cyrtosperma johnstonii là một loài thực vật có hoa trong họ Ráy (Araceae). Loài này được (N.E.Br.) N.E.Br. mô tả khoa học đầu tiên năm 1882.

## Hình ảnh

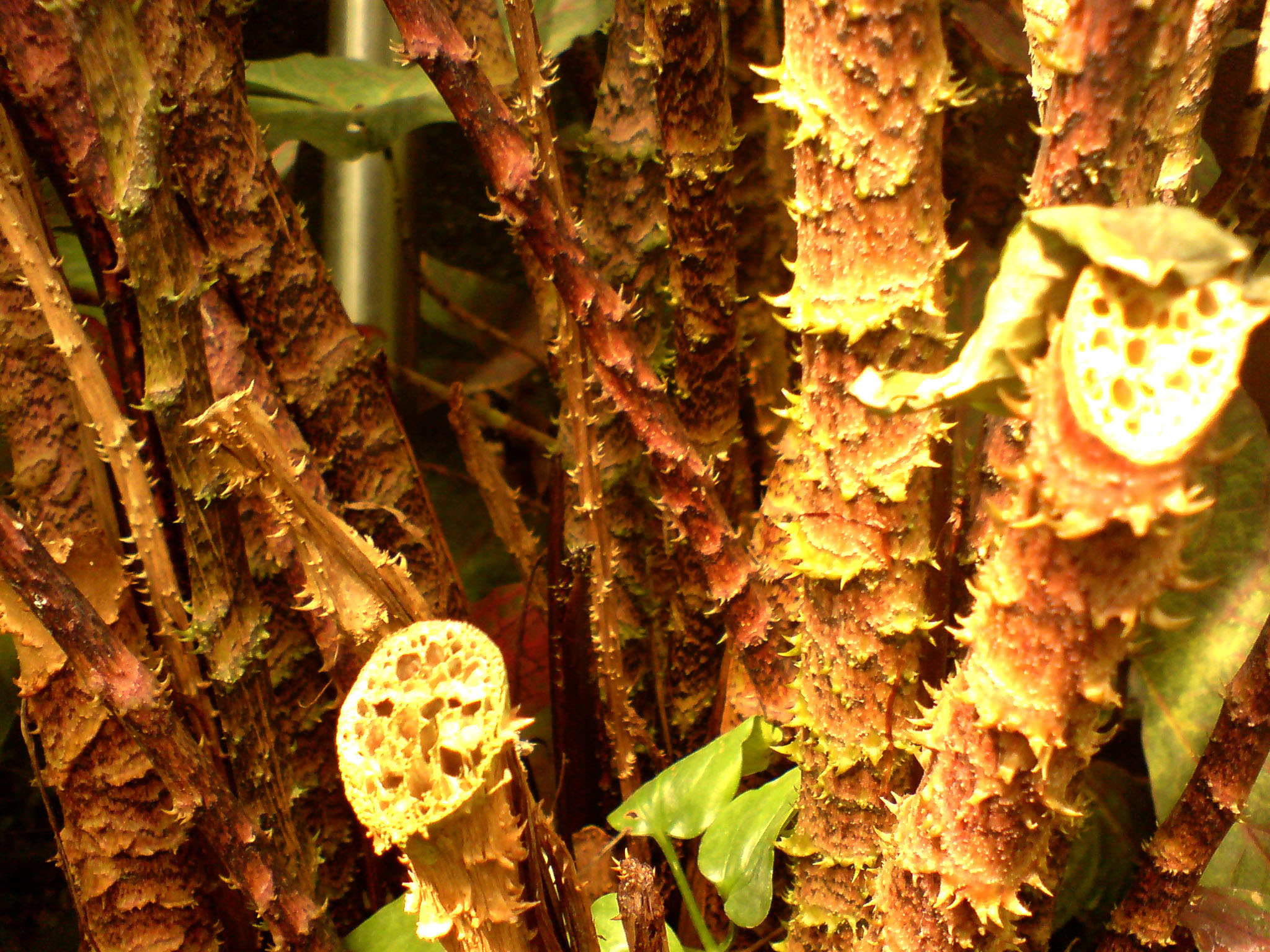
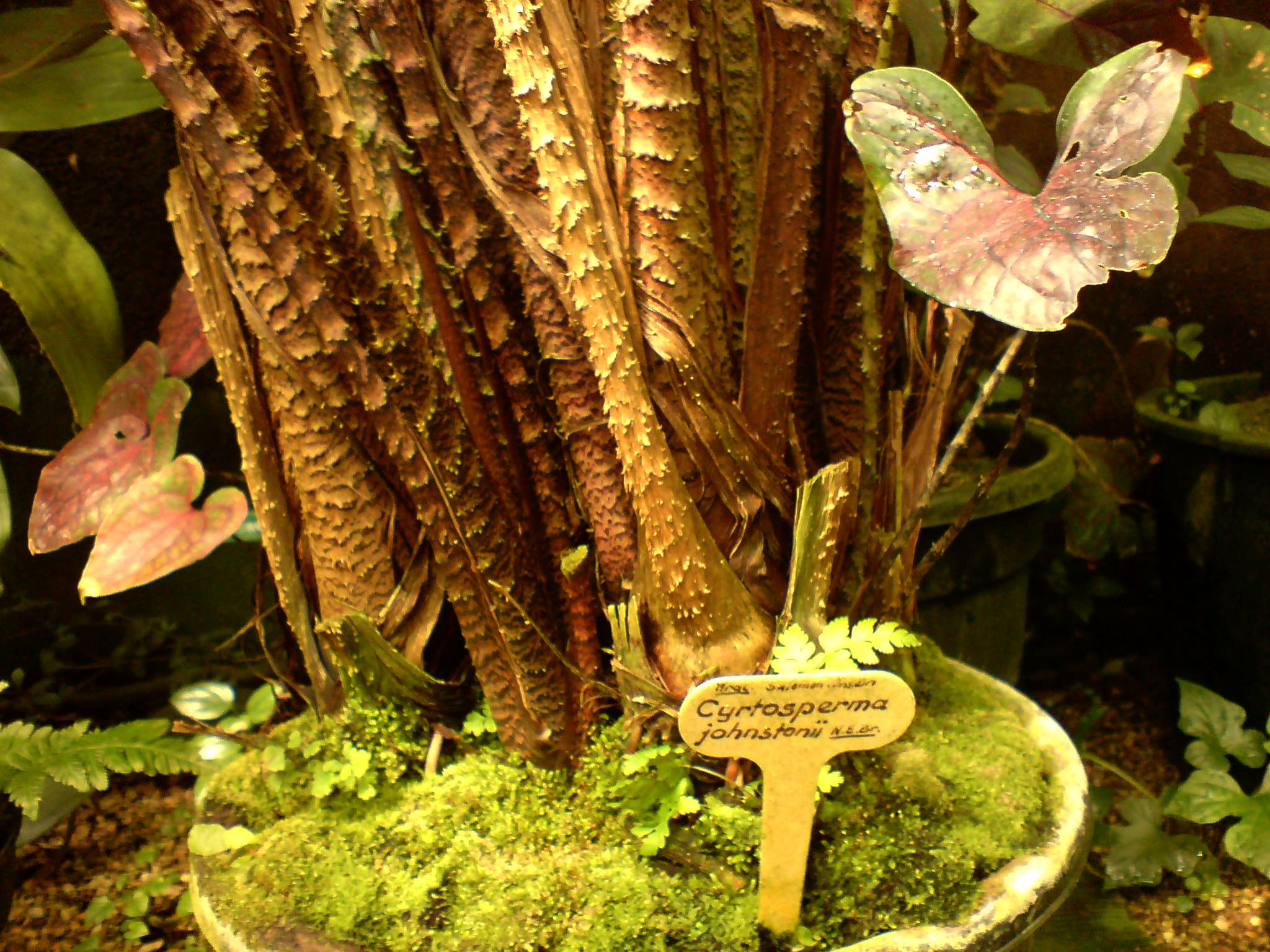
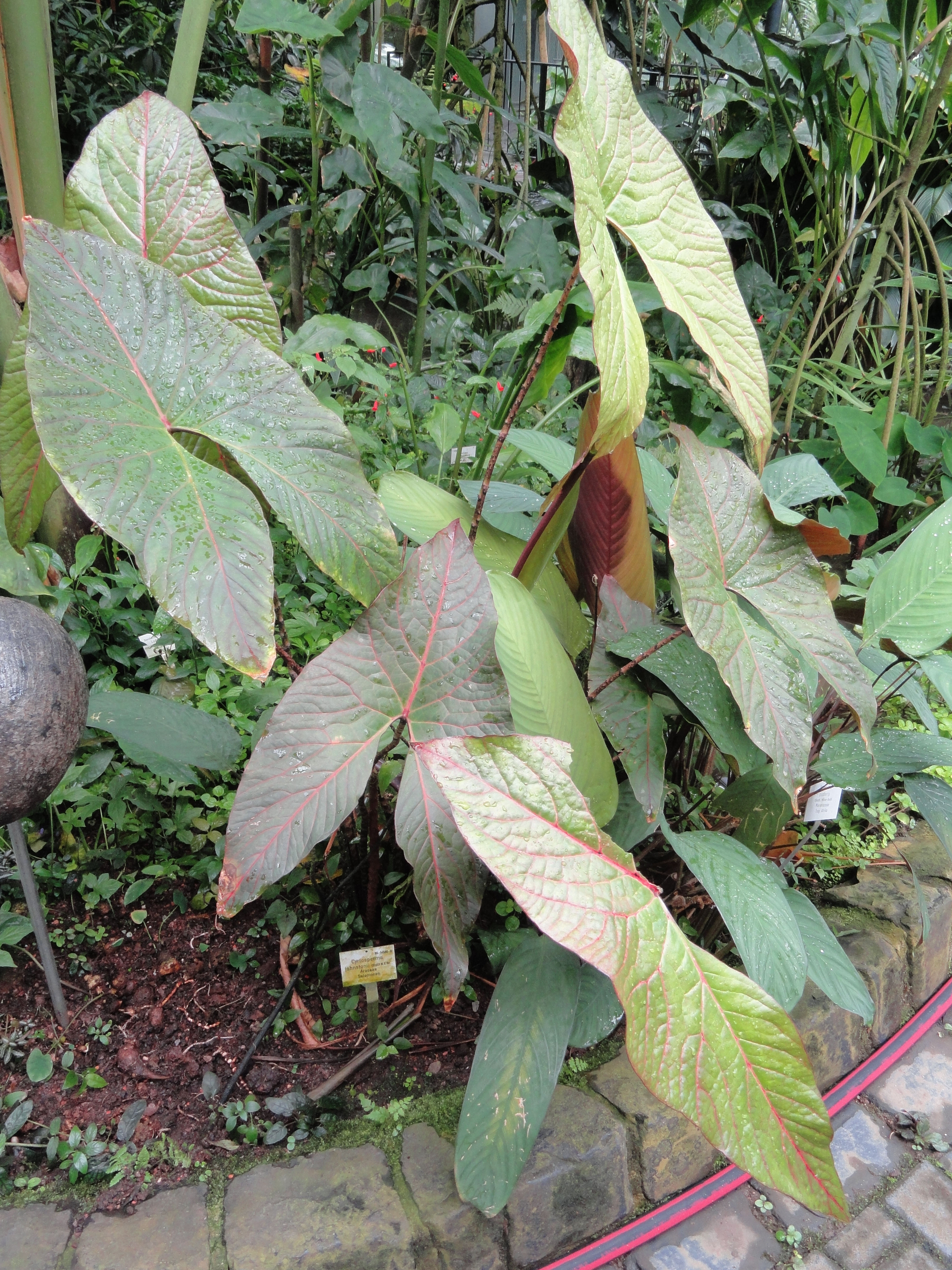
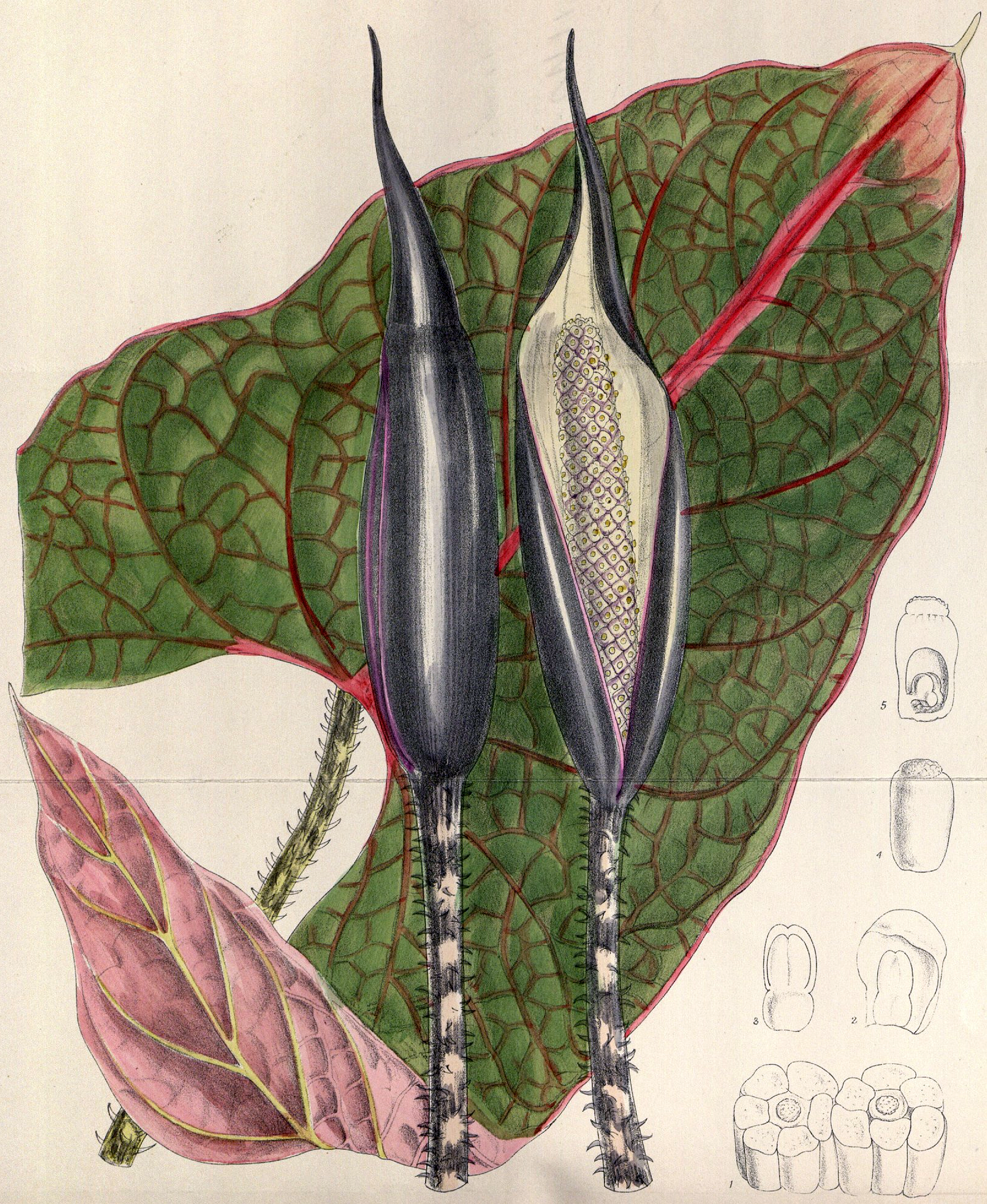